# Простак (танец)
Простак (Простой; бел. Прасцяк, Просты) — традиционный белорусский танец-хоровод. Музыкальный размер 2/4. Темп умеренно быстрый. Танец был достаточно прост в исполнении.

## Описание
Танцоры становятся в два ряда друг напротив друга. Затем они сходятся до середины и возвращаются на место. Основное движение — перепрыгивание с ного на ногу с одновременным вынесением свободной ноги вперёд. Каждая фигура завершается тройным притопом. Существуют варианты, в которых один ряд участников танцует на месте, а другой подходит к нему и возвращается на место, затем меняются ролями. Танец сопровождается частушкой, которая исполняется в форме диалога танцоров одного ряда с другим:

— Патаптаўся чараві на назе,

Наневаўся мой мужик на мяне,

Я думала — за сто міль пабяжыць,

Азірнулалась — каля боку ляжыць.

Не хадзі ты, зелянец, за мяне,

Мая маці да не любіць цябе,

Мая маці да шаўца, да краўца,

Каб пашылі чаравічкі дачцэ.
Известены варианты парного исполнения «Простака». Пары становятся другом напротив друга в круге и исполняют основную фигуры, только не рядами, а в парах. Время от времени, после исполнения основной фигуры, в танец включали поворот полькой в паре по кругу, а также поворот девушки под рукой у парня. Танец зафиксирован в Брестской и Гродненской областях.